# Bad Blood (песня Тейлор Свифт)
«Bad Blood» (с англ. — «Вражда») — песня, записанная американской певицей Тейлор Свифт, и выпущенная как четвёртый сингл из её пятого студийного альбома 1989, вышедшего в 2014 году. Bad Blood достиг первого места в США, став для Тейлор 4-м чарттоппером в Billboard Hot 100.

## История
Свифт написала песню «Bad Blood» о неизвестной женщине-музыканте. В 2014 году в интервью журналу Rolling Stone она рассказала, что эта женщина, которую она считала своей близкой подругой, пыталась сорвать один из ее концертных туров, наняв людей, которые работали на нее. После выхода альбома 1989 года различные издания предположили, что темой песни стала Кэти Перри; Перри и Свифт были вовлечены в широко освещаемую в СМИ вражду. Несколько изданий, включая Time и The Washington Post, отметили параллели между текстом «If you live like that, you live with ghosts» в «Bad Blood» и названием «Ghost», песни из альбома Перри 2013 года Prism.
Сингл-версия включает в себя элементы хип-хопа. В нее вошли два куплета, написанные и исполненные Кендриком Ламаром.
Первая версия «Bad Blood» впервые попала в чарт Billboard Hot 100 на две недели в ноябре 2014 и январе 2015, достигнув № 78. После премьеры музыкального видео на церемонии Billboard Music Awards (2015), ремиксовая версия песни при участии репера Kendrick Lamar повторно вошла в чарт под № 53 и как № 26 в цифровом чарте Digital Songs Chart, с продажами 47,000 цифровых копий. Песня достигла № 1 в Billboard Hot 100 в неделю, оканчивающуюся 24 мая 2015, с продажами 385,000 копий. Она стала 4-м синглом в карьере певицы на вершине американского хит-парада и 3-и синглом № 1 с одного альбома 1989 (вслед за «Shake It Off» и «Blank Space»), сделав Тейлор Свифт вторым исполнителем, и впервые после Адель, кому трижды удалось возглавлять Hot 100 синглами с одного своего альбома. Также Bad Blood стал 4-м подряд синглом top-10 с альбома 1989, 18-м в top 10 для Тейлор и вторым для Lamar (и его первым № 1 в США) и 11-й песней со словом «Bad» на вершине Hot 100. К июню 2015 года в США было продано 1,1 млн цифровых копий.
Оригинальная альбомная версия «Bad Blood» получила в целом смешанные отзывы от музыкальных критиков. Тем не менее, ремиксовая версия песни получила в основном положительные отзывы.

## Видео
Музыкальное видео поставил американский режиссёр Джозеф Кан, который ранее снял для Тейлор клип к песне «Blank Space». Видео снимали 12 апреля 2015 года в Лос-Анджелесе (Калифорния), премьера прошла 17 мая на церемонии Billboard Music Awards. В клипе снялись многие звёзды и каждый актёр выбрал своё имя для роли. Свифт в мае выложила с видео фото разных ролей в Instagram. Видео поставило на Vevo рекорд по числу просмотров за 24 часа, собрав за это время 20,1 млн зрителей в первый день релиза, побив рекорд в 19,6 млн просмотров за 24 часа, ранее принадлежавший Nicki Minaj и её клипу «Anaconda» (2014).
Журнал Rolling Stone описывает видеоклип как «футуристический неонуар» («futuristic neo-noir» video).
Видеоклип «Bad Blood» получил 7 номинаций на награды MTV Video Music Awards 2015 года, включая номинации Лучшее видео года и Лучшее женское видео.
Исполнители ролей в клипе «Bad Blood» в порядке появления их в кадре
- Тейлор Свифт — Catastrophe
- Селена Гомес — Arsyn
- Кендрик Ламар — Welvin Da Great
- Лина Данэм — Lucky Fiori
- Хейли Стейнфелд — The Trinity
- Serayah — Dilemma
- Джиджи Хадид — Slay-Z
- Элли Голдинг — Destructa X
- Марта Хант — HomeSlice
- Кара Делевинь — Mother Chucker
- Зендая — Cut-Throat
- Хейли Уильямс — The Crimson Curse
- Лили Олдридж — Frostbyte
- Карли Клосс — Knockout
- Джессика Альба — Domino
- Маришка Харгитей — Justice
- Эллен Помпео — Luna
- Синди Кроуфорд — Headmistress

## Награды и номинации
| Год  | Организация                     | Награда                        | Результат | Ref.   |
| ---- | ------------------------------- | ------------------------------ | --------- | ------ |
| 2015 | Teen Choice Awards              | Choice Summer Song             | Номинация | [ 21 ] |
| 2015 | Teen Choice Awards              | Choice Music — Collaboration   | Победа    | [ 21 ] |
| 2015 | Teen Choice Awards              | Choice Break-Up Song           | Победа    | [ 21 ] |
| 2015 | MTV Video Music Awards          | Video of the Year              | Победа    | [ 20 ] |
| 2015 | MTV Video Music Awards          | Best Collaboration             | Победа    | [ 20 ] |
| 2015 | MTV Video Music Awards          | Best Art Direction             | Номинация | [ 20 ] |
| 2015 | MTV Video Music Awards          | Best Cinematography            | Номинация | [ 20 ] |
| 2015 | MTV Video Music Awards          | Best Editing                   | Номинация | [ 20 ] |
| 2015 | MTV Video Music Awards          | Best Direction                 | Номинация | [ 20 ] |
| 2015 | MTV Video Music Awards          | Best Visual Effects            | Номинация | [ 20 ] |
| 2015 | MTV Video Music Awards          | Song of Summer                 | Номинация | [ 20 ] |
| 2015 | MTV Europe Music Awards         | Best Song                      | Победа    | [ 22 ] |
| 2015 | MTV Europe Music Awards         | Best Video                     | Номинация | [ 22 ] |
| 2015 | MTV Europe Music Awards         | Best Collaboration             | Номинация | [ 22 ] |
| 2015 | American Music Awards           | Collaboration of the Year      | Номинация | [ 23 ] |
| 2016 | People’s Choice Awards          | Favorite Song                  | Номинация | [ 24 ] |
| 2016 | Grammy Awards                   | Best Pop Duo/Group Performance | Номинация | [ 25 ] |
| 2016 | Grammy Awards                   | Best Music Video               | Победа    | [ 25 ] |
| 2016 | Nickelodeon Kids' Choice Awards | Favorite Song of the Year      | Номинация | [ 26 ] |
| 2016 | Nickelodeon Kids' Choice Awards | Favorite Collaboration         | Номинация | [ 26 ] |
| 2016 | iHeartRadio Music Awards        | Best Collaboration             | Номинация | [ 27 ] |
| 2016 | ASCAP Pop Music Awards          | Most Performed Songs           | Победа    | [ 28 ] |
| 2016 | Radio Disney Music Awards       | Song of the Year               | Победа    | [ 29 ] |
| 2016 | Radio Disney Music Awards       | Best Breakup Song              | Победа    | [ 29 ] |
| 2016 | Myx Music Award                 | Favourite International Video  | Победа    | [ 30 ] |
| 2016 | BMI Awards                      | Award-Winning Songs            | Победа    | [ 31 ] |
| 2016 | BMI Awards                      | Publisher of the Year          | Победа    | [ 31 ] |

## Чарты
| Чарты (2014—15)                                   | Высшая позиция |
| ------------------------------------------------- | -------------- |
| Австралия (ARIA)                                  | 1              |
| Австрия (Ö3 Austria Top 40)                       | 22             |
| Бельгия/Фландрия (Ultratop 50)                    | 26             |
| Бельгия/Валлония (Ultratop 50)                    | 26             |
| Brazil (Billboard Brasil Hot 100)                 | 81             |
| Канада (Billboard Canadian Hot 100)               | 1              |
| Канада (Billboard AC)                             | 27             |
| Канада (Billboard CHR/Top 40)                     | 1              |
| Канада (Billboard Hot AC)                         | 1              |
| Чехия (Rádio — Top 100)                           | 29             |
| Европа (Billboard Euro Digital Song Sales)        | 2              |
| Финляндия (Latauslista Download)                  | 5              |
| Франция (SNEP)                                    | 14             |
| Германия (GfK)                                    | 29             |
| Венгрия (Single Top 40)                           | 10             |
| Ирландия (IRMA)                                   | 8              |
| Italy (FIMI)                                      | 93             |
| Israel (Media Forest TV Airplay)                  | 1              |
| Япония (Billboard Japan Hot 100)                  | 20             |
| Lebanon (Lebanese Top 20)                         | 4              |
| Нидерланды (Dutch Top 40)                         | 33             |
| Новая Зеландия (Recorded Music NZ)                | 1              |
| Шотландия (OCC Scotland)                          | 1              |
| Словакия (Rádio — Top 100)                        | 65             |
| ЮАР (EMA)                                         | 2              |
| Испания (PROMUSICAE)                              | 13             |
| Швейцария (Schweizer Hitparade)                   | 28             |
| Великобритания (OCC UK Singles)                   | 4              |
| США (Billboard Hot 100)                           | 1              |
| США (Billboard Adult Contemporary) · Solo version | 9              |
| США (Billboard Adult Pop Airplay) · Solo version  | 1              |
| США (Billboard Dance/Mix Show Airplay)            | 5              |
| США (Billboard Dance Club Songs)                  | 37             |
| США (Billboard Pop Airplay)                       | 1              |
| США (Billboard Rhythmic)                          | 6              |

## Сертификации
| Регион | Сертификация  | Продажи   |
| --- | ------------- | --------- |
| Австралия (ARIA) | 3× Платиновый | 210 000^  |
| Канада (Music Canada) | 3× Платиновый | 240 000*  |
| Дания (IFPI Danmark) | Золотой       | 45 000    |
| Германия (BVMI) | Золотой       | 200 000   |
| Италия (FIMI) | Золотой       | 50 000    |
| Новая Зеландия (RMNZ) | Золотой       | 7500*     |
| Норвегия (IFPI Norway) | Платиновый    | 60 000    |
| Великобритания (BPI) | Платиновый    | 600 000   |
| США (RIAA) | 6× Платиновый | 6 000 000 |
| * Данные о продажах приведены только на основе сертификации. · ^ Данные о тиражах приведены только на основе сертификации. · Данные о продажах + прослушиваниях приведены только на основе сертификации. |               |           |

## Bad Blood (Taylor’s Version)
Перезаписанная версия песни «Bad Blood», получившая название «Bad Blood (Taylor’s Version)», была выпущена 27 октября 2023 года в составе четвёртого перезаписанного альбома Свифт 1989 (Taylor’s Version). Песня является частью перезаписанной музыки Свифт после спора о праве собственности на мастера ее старой дискографии. Фрагмент перезаписи был показан в анимационном фильме 2022 года «DC Лига Суперпитомцы».
Перезаписанная версия хип-хоп ремикса на песню «Bad Blood» с участием Кендрика Ламара под названием «Bad Blood (featuring Kendrick Lamar) (Taylor’s Version)» стала единственным бонус-треком делюксового издания альбома 1989 (Taylor’s Version), вышедшего через несколько часов после релиза стандартного релиза альбома.

### Чарты
| Чарт (2023)                               | Высшая позиция |
| ----------------------------------------- | -------------- |
| Новая Зеландия (Recorded Music NZ)        | 10             |
| Швеция (Sverigetopplistan)                | 69             |
| Великобритания (OCC UK Singles Downloads) | 10             |
| Великобритания (UK Singles Sales, OCC)    | 12             |
| Великобритания (UK Streaming, OCC)        | 14             |